# جاك دوان (حكم)
جاك دوان (بالإنجليزية: Jack Doan)‏ هو حكم أمريكي، ولد في 12 يونيو 1972 في دانفيل في الولايات المتحدة.

## وصلات خارجية
- جاك دوان على موقع CageMatch worker (الإنجليزية)
- جاك دوان على موقع قاعدة بيانات المصارعة على الإنترنت (الإنجليزية)
- جاك دوان على موقع عالم المصارعة على الإنترنت (الإنجليزية)
- جاك دوان على موقع عالم المصارعة على الإنترنت (الإنجليزية)
- جاك دوان على موقع IMDb (الإنجليزية)
- جاك دوان على موقع قاعدة بيانات الفيلم (الإنجليزية)